# Taking Chances World Tour: The Concert
Albums de Céline Dion
My Love: Essential Collection
(2008) Sans attendre
(2012)
Taking Chances World Tour: The Concert est le sixième album live de la chanteuse canadienne Céline Dion, sorti le 29 avril 2010 en Australie puis en mai 2010 en Amérique du Nord et en Europe. Il sort simultanément en format CD et DVD. Il fait suite à la tournée mondiale donnée par Céline Dion de février 2008 à février 2009 à travers 27 pays sur les cinq continents, le Taking Chances World Tour.
L'album est enregistré en deux versions, l'une destinée au public francophone de la chanteuse et l'autre pour le reste du monde. La version en anglais est enregistrée les 12 et 13 août 2008 au TD Banknorth Garden de Boston, et celle en français est enregistrée les 31 août et 1er septembre 2008 au Centre Bell à Montréal. L'édition française est commercialisée sous le nom de Tournée mondiale Taking Chances : Le Concert.

## Historique

### La vidéo
Filmée par Jean Lamoureux, la version DVD montre également les coulisses du Taking Chances Tour, qui constitue la deuxième tournée la plus rentable de l'histoire de l'industrie du spectacle pour un artiste solo.
Pour les chansons interprétées aux deux endroits retenus pour l'album live, les voix et les vidéos semblent être les mêmes (à l'exception de Pour que tu m'aimes encore, My Love et une partie de My Heart Will Go On), comme s'il s'agissait d'un mélange des performances de Boston et de Montréal.
La chanson I'm Your Angel a été coupée sur le DVD bien qu'elle ait été interprétée à Boston, et The Power of Love a également été retirée sur le DVD en français.

## Liste des chansons

### CD anglais
| 1.  | Opening (instrumental)                                                                                       | 1:16 |
| 2.  | I Drove All Night                                                                                            | 4:24 |
| 3.  | The Power of Love                                                                                            | 4:02 |
| 4.  | Taking Chances                                                                                               | 4:07 |
| 5.  | It's All Coming Back to Me Now                                                                               | 3:33 |
| 6.  | Because You Loved Me                                                                                         | 3:16 |
| 7.  | To Love You More                                                                                             | 3:16 |
| 8.  | New Mego's Flamenco (instrumental)                                                                           | 3:07 |
| 9.  | Eyes on Me                                                                                                   | 4:07 |
| 10. | All by Myself                                                                                                | 5:06 |
| 11. | Shadow of Love                                                                                               | 3:06 |
| 12. | Alone | 4:28 |
| 13. | My Love | 6:53 |
| 14. | The Prayer (avec Andrea Bocelli Hologram)                                                                    | 4:52 |
| 15. | Soul medley : Sex Machine/Soul Man/Lady Marmalade/Sir Duke/Respect/I Got the Feelin'/I Got You (I Feel Good) | 3:15 |
| 16. | It's a Man's Man's Man's World                                                                               | 3:07 |
| 17. | Love Can Move Mountains                                                                                      | 4:38 |
| 18. | River Deep, Mountain High                                                                                    | 5:18 |
| 19. | My Heart Will Go On                                                                                          | 5:45 |

| 1.  | I Drove All Night | 8:55  |
| 2.  | The Power of Love | 4:02  |
| 3.  | Taking Chances | 4:07  |
| 4.  | Hits medley: "It's All Coming Back to Me Now"/"Because You Loved Me"/"To Love You More                                                                    | 10:05 |
| 5.  | Eyes on Me | 7:10  |
| 6.  | All by Myself | 5:25  |
| 7.  | I'm Alive | 5:28  |
| 8.  | Shadow of Love | 3:02  |
| 9.  | Fade Away | 3:00  |
| 10. | Alone | 3:43  |
| 11. | My Love | 8:07  |
| 12. | The Prayer | 5:16  |
| 13. | Pour que tu m'aimes encore | 5:03  |
| 14. | Tribute to Queen medley : We Will Rock You / The Show Must Go On                                                                                          | 5:43  |
| 15. | Soul medley : Sex Machine / Soul Man / Lady Marmalade / Sir Duke / Respect / I Got the Feelin' / I Got You (I Feel Good) / It's a Man's Man's Man's World | 6:23  |
| 16. | Love Can Move Mountains | 4:38  |
| 17. | River Deep – Mountain High | 5:00  |
| 18. | My Heart Will Go On | 6:46  |

### CD Français
| 1.  | Ouverture (instrumental)                                                                                                 | 4:25 |
| 2.  | I Drove All Night | 4:25 |
| 3.  | J'irai où tu iras | 5:24 |
| 4.  | Destin | 4:12 |
| 5.  | Taking Chances | 4:04 |
| 6.  | Et s'il n'en restait qu'une (Je serais celle-là)                                                                         | 3:25 |
| 7.  | L'amour existe encore | 5:28 |
| 8.  | Dans un autre monde | 4:09 |
| 9.  | All by Myself | 5:16 |
| 10. | Je sais pas | 5:00 |
| 11. | S'il suffisait d'aimer                                                                                                   | 4:18 |
| 12. | Alone | 3:30 |
| 13. | Medley soul : Sex Machine / Soul Man / Lady Marmalade / Sir Duke / Respect / I Got the Feelin' / I Got You (I Feel Good) | 3:12 |
| 14. | It's a Man's Man's Man's World                                                                                           | 3:30 |
| 15. | River Deep – Mountain High                                                                                               | 5:02 |
| 16. | My Heart Will Go On | 6:52 |
| 17. | Pour que tu m'aimes encore                                                                                               | 5:29 |

| 1.  | I Drove All Night | 6:46 |
| 2.  | J'irai où tu iras | 3:20 |
| 3.  | Destin | 4:06 |
| 4.  | Taking Chances | 3:57 |
| 5.  | Et s'il n'en restait qu'une (je serais celle-là) | 2:50 |
| 6.  | Eyes on Me | 7:10 |
| 7.  | L'amour existe encore | 4:22 |
| 8.  | Dans un autre monde | 3:59 |
| 9.  | All by Myself | 4:40 |
| 10. | I'm Alive | 2:49 |
| 11. | Je sais pas | 4:19 |
| 12. | My Love | 7:26 |
| 13. | S'il suffisait d'aimer | 4:08 |
| 14. | Alone | 3:19 |
| 15. | Medley hommage à Queen : We Will Rock You/The Show Must Go On                                                                                          | 5:21 |
| 16. | Medley soul : Sex Machine/Soul Man/"Lady Marmalade"/"Sir Duke"/"Respect"/"I Got the Feelin'"/"I Got You (I Feel Good)"/"It's a Man's Man's Man's World | 6:29 |
| 17. | Love Can Move Mountains | 3:57 |
| 18. | River Deep – Mountain High | 4:17 |
| 19. | My Heart Will Go On | 5:35 |
| 20. | Pour que tu m'aimes encore | 4:10 |

## Chiffres de ventes
Selon Nielsen SoundScan, le DVD entre premier au classement avec 69 000 copies[Où ?]. Les ventes du DVD marquent un nouveau record : celui de la deuxième plus grosse vente de DVD pour une première semaine, juste après le précédent record également détenu par Céline Dion, A New Day... le DVD.[réf. nécessaire]

## Classements et certifications

### Classements mondiaux
| DVD Chart                              | Peak position |
| -------------------------------------- | ------------- |
| Australian Music DVD Chart             | 4             |
| Austrian Music DVD Chart               | 3             |
| Canadian Music DVD Chart               | 1             |
| Canadian Music DVD Chart               | 32            |
| Finnish Music DVD Chart                | 2             |
| German Music DVD Chart                 | 3             |
| Irish Music DVD Chart                  | 1             |
| Japanese Music DVD Chart               | 16            |
| Japanese International Music DVD Chart | 1             |
| Spanish Music DVD Chart                | 6             |
| Swedish Music DVD Chart                | 4             |
| Swiss Music DVD Chart                  | 1             |
| US Billboard Top Music Video           | 1             |

| Album Chart                      | Peak position |
| -------------------------------- | ------------- |
| Belgian Flanders Albums Chart    | 30            |
| Belgian Wallonia Albums Chart    | 3             |
| Dutch Albums Chart               | 11            |
| European Albums Chart            | 302           |
| European Albums Chart            | 391           |
| French Albums Chart              | 5             |
| Greek International Albums Chart | 1             |
| Italian Albums Chart             | 29            |
| Mexican Albums Chart             | 30            |
| New Zealand Albums Chart         | 18            |
| Portuguese Albums Chart          | 24            |
| UK Albums Chart                  | 11            |

### Certifications
| Pays        | Certifications  | Ventes/Équivalence |
| ----------- | --------------- | ------------------ |
| Canada      | Diamant1        |                    |
| Canada      | 4x Platine2     |                    |
| États-Unis  | platine (vidéo) | 100 000            |
| France      | Or              |                    |
| Royaume-Uni | platine (album) | 100 000            |

1 : Tournée mondiale Taking Chances : le spectacle

2 : Taking Chances World Tour: The Concert